# فهرست فیلسوفان ذهن
این فهرست فیلسوفان ذهن (انگلیسی: List of philosophers of mind) است.

## فهرست
- آبیناواگوپتا
- الیزابت انسکوم
- لوئیس‌انتونی
- ارسطو
- دیوید مالت آرمسترانگ
- توماس آکویناس
- الکساندر بین
- توماس بالدوین
- فردریک بارتلت
- گریگوری بیتسون
- آنسگار بکرمن
- بالتازار بکر
- آنری برگسون
- ند بلاک
- مارگارت بودن
- پل بوقوسیان
- امیل دو بوآ ریمون
- هانس-ورنر بوته
- رابرت براندوم
- سی.دی. برود
- بریت بروگارد
- دیوید بروکس
- توماس براون
- جروم برونر
- تایلر برج
- پیتر کاروترز
- دیوید چالمرز
- نوآم چامسکی
- پاتریشیا چرچلند
- پاول چرچلند
- اندی کلارک
- دونالد دیویدسن
- پتروس دی ایبرنیا
- دانیل دنت
- رنه دکارت
- مرلین دونالد
- گرهارد دورن
- فرد درتسکه
- گرت ایوانز
- کری فیگدور
- اوون فلانگان
- جری فودر
- هری فرانکفورت
- فرانتس یوزف گال
- شان گالاگر
- رابرت ماکسیمیلیان دی گینسفورد
- تامار گندلر
- بری گرترلر
- آرنولد جولینکس
- سلیا گرین
- پاتریشیا گرینسپن
- الیزابت گروس
- ساموئل گوتنپلان
- سورشتاین گیلفاسون
- پیتر هکر
- دونا هاراوی
- گیلبرت هارمن
- هوراس رومانو هره
- دیوید هارتلی
- فردریش هایک
- ویلیام هیرستین
- داگلاس هافستادتر
- دیوید هیوم
- سوزان هارلی
- ادموند هوسرل
- ادوین هاچینز
- توماس هاکسلی
- فرانک کامرون جکسون
- ویلیام جیمز
- مارک جانسون
- وارد جونز
- کونداکوندا
- فردریش کامبارتل
- آنتونی کنی
- جیگون کیم
- مارتا کلاین
- جیدو کریشنامورتی
- استیون لارنس
- جرج لیکاف
- تیموتی لیری
- گوتفرید لایبنیتس
- ارنست لپور
- دیوید لوئیس
- بئاتریس لونگنس
- فیونا مکفرسون
- کاترین ملابو
- نیکلا مالبرانش
- مراب مامارداشویلی
- هامبرتو ماتورانا
- ران مک‌کلامروک
- جان مکداول
- کالین مکگین
- الکسیوس مایننگ
- موریس مرلو-پونتی
- توماس متزینگر
- روث میلیکان
- ماروین مینسکی
- جورج ادوارد مور
- جوریج مسکویتین
- توماس نیگل
- آلوا نویی
- کلود ناول
- دیوید پاپینو
- جان پری
- گوالتیرو پیچینی
- اولین مکان
- کارل پوپر
- هیلاری پاتنم
- دانیل ان. رابینسون
- ریچارد رورتی
- گیلبرت رایل
- سوزانا شلنبرگ
- تاد اشمالتز
- جان سرل
- ویلفرید سلارز
- آدی شانکاراچاریا
- برد شور
- سوزانا سیگل
- آرون اسلومان
- جی. جی. سی. اسمارت
- دیوید سوسا
- باروخ اسپینوزا
- تیموتی اسپریگ
- استفان استیچ
- گالن استراوسون
- کنت آلن تیلور
- ایوان تامپسون
- ارنست توگندهت
- آلن تورینگ
- مارک ترنر
- مایکل تای
- پیتر آنگر
- فرانسیسکو وارلا
- هاینز فون فورستر
- ارنست فون گلاسرزفلد
- جان بی. واتسون
- مری وارنوک
- مایکل ویلر
- تیموتی ویلیامسون
- رابرت آنتون ویلسون
- جان ویزدم
- لودویگ ویتگنشتاین
- جرج هنریک فون وریکت
- استفان یابلو
- دان زهاوی
- ادوارد ان. زالتا
- پل زیف

## جستارهای‌وابسته
- فهرست فیلسوفان